# Czostków (województwo świętokrzyskie)
Czostków – wieś sołecka w Polsce położona w województwie świętokrzyskim, w powiecie włoszczowskim, w gminie Krasocin.
W latach 1975–1998 miejscowość administracyjnie należała do województwa kieleckiego.

## Części wsi
| SIMC    | Nazwa | Rodzaj    |
| ------- | ----- | --------- |
| 0245693 | Doły  | część wsi |

Miejscowość leży przy trasie kolejowej Kielce – Częstochowa. 
We wsi funkcjonuje Zakład Silikatowy „Ludynia”, stanowiący główny i zarazem jedyny obiekt przemysłu. Znajduje się tu również szkoła podstawowa, która 6 maja 2007 r. przyjęła imię Jana Pawła II.

## Historia
Czostków w wieku XIX, wieś powiecie jędrzejowskim, gminie Małogoszcz, parafii Kozłów.
W roku  1827 było tu 19 domów i 129 mieszkańców. Należy, w roku 1880, do dóbr Ludynia.